# 23 Cassiopeiae
23 Cassiopeiae är en blåvit jättestjärna i stjärnbilden Cassiopeja. Stjärnan har visuell magnitud +5,41 och är synlig vid god seeing. 23 Cas befinner sig på ett avstånd av ungefär 770 ljusår.